# Phare de Punta de Tarifa
Le Phare de Punta de Tarifa (ou Torre de Isla de las Palomas) est un phare situé sur l'île des Palombes en face de la ville de Tarifa sur la pointe de Tarifa dans la province de Cadix en Andalousie (Espagne). L'île est reliée au continent par une chaussée depuis 1808. Il est classé comme Bien d'intérêt culturel.
Il est géré par l'autorité portuaire du port de la baie de Gibraltar.

## Histoire
À l'origine, le phare était une tour appelée « Torre de Isla de las Palomas ». C'était l'une des nombreuses tours côtières de guet construites au XVIe siècle par ordre du roi Felipe II pour protéger la côte de Cadix contre les actes de pillage des pirates berbères.
Plus tard, au XVIIIe siècle, la tour de guet a été transformée en phare vers 1854. Il existe un document graphique de ce phare datant de 1826 avec la mention Fanal giratorio y torre de Tarifa. C'est une tour ronde de 33 m de haut avec galerie et lanterne, peinte en blanc. C'est le phare le plus au sud de l'Espagne (excluant les phares du Maroc espagnol et ceux des Îles Canaries). Tarifa est à l’extrémité occidentale de la partie la plus étroite du détroit de Gibraltar, à environ 25 km au sud-ouest de Gibraltar et seulement à 14 km du littoral marocain. Il émet trois flashs blancs ou rouges, selon la direction, toutes les 10 secondes.
Identifiant : ARLHS : SPA-148 ; ES-2008 - Amirauté : D2414 - NGA : 4116 .
|          |
| La phare |

|                     |
| Isla de las Palomas |

### Lien connexe
- Liste des phares d'Espagne